# Давид Елазар
Давид Соломон Елазар с псевдоними Иван Белия, Коста, Дайшо е български партизанин и политик от БКП от еврейски произход.

## Биография
Давид Елазар е роден на 30 април 1920 г. в София. Арестуван е и е интерниран в лагера Кръстополе. От януари 1932 г. е преместен в лагера в Рупел, откъдето избягва през март. През 1935 г. става член на РМС, а от 1941 и на БКП. В периода 1938 – 1941 г. е секретар на Районния комитет (РК) на РМС в София. От 1 юни 1943 г. става партизанин в партизанска бригада „Чавдар“, където е командир на чета. От юни 1944 става командир на Шопския партизански отряд.
След Деветосептемврийския преврат продължава да членува в РМС, където работи по организационни въпроси. Последователно е секретар на районен комитет, организационен секретар на градски комитет, сътрудник на Централния комитет (ЦК) на РМС. Освен това е първи секретар на Областния комитет на РМС в Плевен и Градския комитет на РМС и на ДСНМ в София. Член е на ЦК на РМС от 1946 до 1947 г., а от 1947 до 1954 г. е член на ЦК на Съюза на народната младеж. От 1951 до 1957 г. е заместник-началник на Главното политическо управление на българската народна армия.
От 1965 до 1966 г. е заместник завеждащ на отдел „Пропаганда и агитация“. През 1966 г. става завеждащ отдел „Пропаганда и агитация“ при ЦК на БКП. През 1968 г. става директор на Института по история на БКП. Между 1962 и 1966 г. е кандидат-член на ЦК на БКП, а от 1966 до 1990 г. – член на ЦК на БКП.
Награждаван е с орден „Георги Димитров“, два ордена „9 септември 1944 г.“ I степен, „Народна свобода 1941 – 1944 г.“ II степен, „Кирил и Методий“ I степен и почетното звание „Герой на социалистическия труд“ (указ № 829 от 29 април 1980). Носител на почетното звание „Заслужил деятел на културата“, което е отменено заедно с всички останали почетни звания „Заслужил“ и „Народен“ с указ на Държавния съвет на НРБ от 1987 г.